# Anders Englund
Anders Englund (né le 10 janvier 1957) est un homme politique ålandais.
Membre du parti centriste Ålandsk Center, il est élu pour la première fois au Lagting, le parlement régional d'Åland, en 1991. Il perd son siège en 1995, mais le retrouve en 1999 et est réélu en en 2003, en 2007 et en 2011. Il préside le comité des Affaires économiques (näringsutskottet) depuis 2003,.